# 井上八千代
井上 八千代（いのうえ やちよ）は、京舞井上流家元の名跡である。

## 初世家元 初代井上八千代
本名・井上サト（1767年（旧暦:明和4年） − 1855年1月22日（旧暦:安政元年12月5日））
初世の経歴について裏付ける史料は数点しか見付かっておらず、その史料からは、過去帳で命日と享年が、その享年から出生年を類推でき、また、一定の知名度を持つ舞踊家であったことが確認できる程度である。よって、後述する経歴については、伝承の域を出ない。
京都の出身。井上敬助の妹。幼少より舞を習い15歳で町師匠の代稽古、満16歳より満30歳まで近衛家の老女南大路鶴江のもとに御殿つとめ、この間に御所風の上品な立居振舞、白拍子舞を自分のものとした。1797年（旧暦:寛政9年）の宿下りののち、井上流を創始。近衛家より「井菱」の文様を賜り家紋とし、主人鶴江の「玉椿の八千代にかけてそなたを忘れぬ」という言葉から八千代を名のる。一旦、錦小路の魚問屋に嫁すが舞と両立できず円満離婚して舞に専心、禁裡の公家・女官や京都所司代の後援を得る。のち島原の廓に舞師匠として招聰される。晩年は、八千代の名を姪のアヤに譲り、自身は剃髪して玉蓮を名乗った。享年88歳。

## 二世家元 二代目井上八千代
本名・井上アヤ（1795年（旧暦:寛政7年） - 1868年3月24日（旧暦:慶応4年3月1日））
二世の経歴についても裏付ける史料は少ないが、それらの史料から、著名な舞踊家であったこと、初世と共に今日まで踊り継がれる「伝承曲」や「本行舞」を数多く創作していること、祇園町に少なからずの、さらには先斗町にも門弟がいたこと、晩年に流派形成の端緒となる名取式を挙行したことなどがわかっている。
京都の出身。初世の兄の井上敬助の娘で、後に養子。幼時より叔母の初世とともに舞一筋に生きて生涯独身。1838年（旧暦:天保9年）頃、初世の剃髪後に二世を襲名した。祇園町に稽古場を移して井上流の基礎を築く。金剛流の野村三次郎に私淑して能の型を囁取、人形浄瑠璃の人とも交流あり、人形の動きを舞にとり入れ、さらに歌舞伎からも摂取し、井上流の芸風を確立した。享年74歳。

## 三世家元 三代目井上八千代

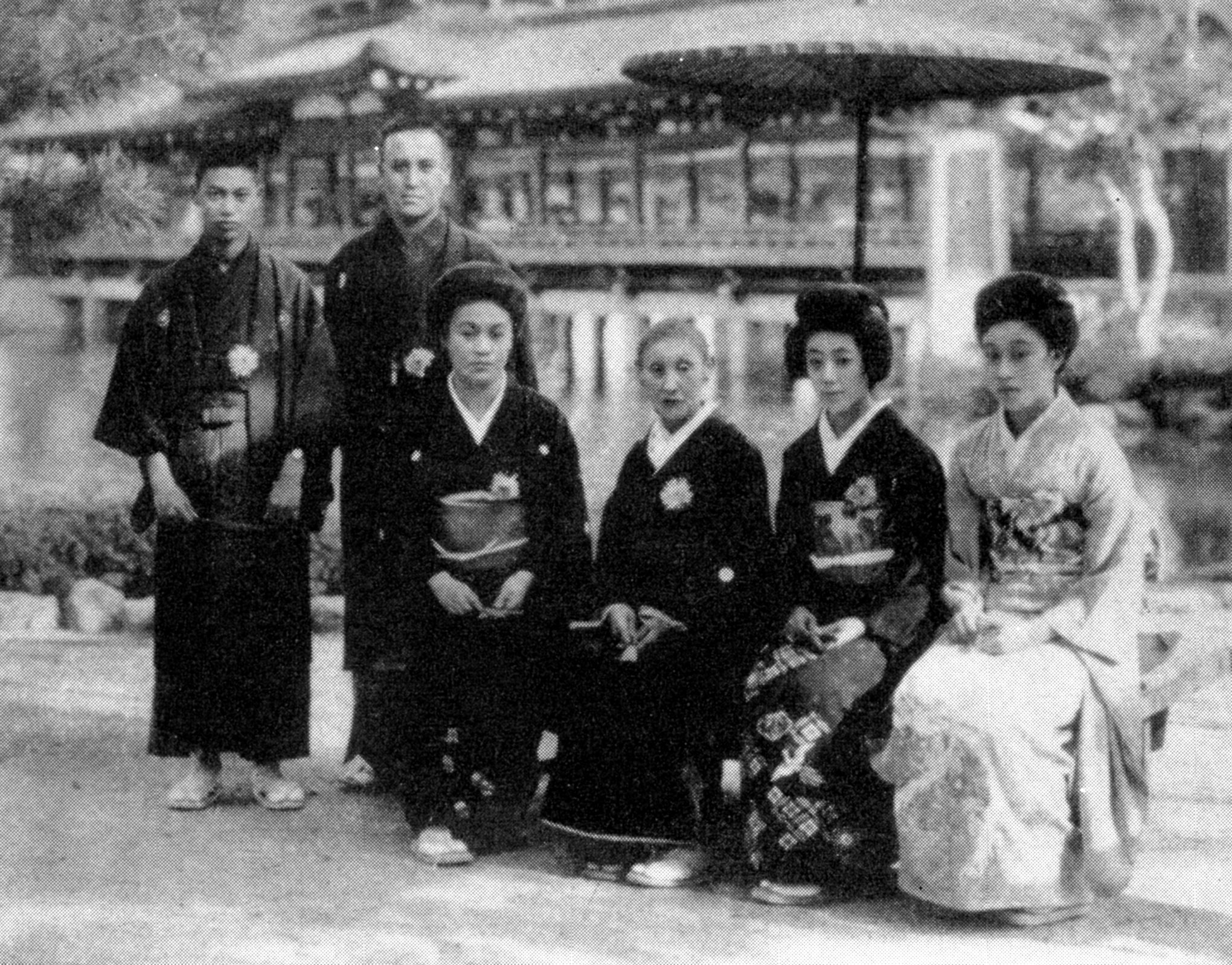
左から片山博通・観世左近兄弟、娘・光子、三代目八千代。1927年頃（89歳前後）。

本名・片山春子（前名・吉住春子，井上春、1838年2月24日（旧暦:天保9年2月1日） - 1938年（昭和13年）9月7日、旧姓:吉住）
初世及び二世の墓所である超勝寺には、「三世井上八千代之墓・大正七年一月三十日往生」と刻まれた墓があるが、建立の経緯や被葬者について明らかになっていない。
京都・堀川二条で生まれる。大坂住吉神社の社家の家筋で京都に移り住んだ吉住彦兵衛の次女。初世、二世に仕込まれた内弟子で、二世歿後暫くして家元を継ぎ、祇園の舞の師匠となる。1872年（旧暦:明治5年）、満34歳のとき、一力亭の杉浦治郎右衞門に依頼され第1回京都博覧会の附博覧（余興）として開催された「都をどり」に協力し、振付ならびに指導を担当、これまで座敷舞であった京舞を舞台にのせた。また、 祇園町（祇園甲部）と井上流の関係を深めて流派を今日の興隆に導いた。この時代、地唄・義太夫にとどまらず, 常磐津・清元なども幅広くとり入れ作舞する。シテ方観世流能楽師・六世片山九郎右衛門（晋三）との結婚により、京・観世流の影響も大きい。四世井上八千代、松本佐多をはじめ多くの弟子を育てている。なお「井上八千代」を名乗るのは96歳の時で、それまでは片山春子で通していた。1937年（昭和12年）、百寿の祝賀会で創作舞を披露し、翌1938年（昭和13年）の春、満100歳となっても「都をどり」の采配を振るい、最晩年まで舞にかける情熱は衰えを見せなかった。同年6月頃から衰えが顕著となり、同年9月7日、老衰のため京都市東山区の自宅で死去した。

### 関連書誌
- 「京舞の大御所九十八歲の井上八千代刀自を訪ねて」『婦人倶楽部』第16巻第1号、講談社、1935年1月、230-237頁、doi:10.11501/3562078。
- 「百壽の片山春子刀自」『観世』第8巻第3号、檜書店、1937年3月、51-52頁、doi:10.11501/6031131。
- 木曾庸「花も陽も：病ひ篤し片山春子刀自」『観世』第9巻第8号、檜書店、1938年8月、58-59頁、doi:10.11501/6031148。
- 「一世紀を舞ひつづけて 片山春子刀自逝く」『観世』第9巻第10号、檜書店、1938年10月、48-50頁、doi:10.11501/6031150。
- 小寺融吉「片山春子」『日本の舞踊』創元社〈創元選書〉、1941年5月20日、241-250頁。doi:10.11501/1125393。
- 小寺融吉「片山春子と山村らくの死」『日本の舞踊』創元社〈創元選書〉、1941年5月20日、292-297頁。doi:10.11501/1125393。
- 片山博通「井上八千代藝話」『眞の花』丸岡出版社、1942年12月30日、64-71頁。doi:10.11501/1125578。
- 片山博通「片山春子さんを訪ねて」『眞の花』丸岡出版社、1942年12月30日、289-297頁。doi:10.11501/1125578。
- 井上甚之助「京舞の眞隨：三世井上八千代追善｢舞の會｣を見て」『新文明』第12巻第9号、新文明社、1962年9月1日、30-33頁、doi:10.11501/1791151。
- 横山太郎「身体の近代：三世井上八千代と観世元滋」『表象』第4号、表象文化論学会、2010年、ISBN 978-4-901477-64-2。

## 四世家元 四代目井上八千代
本名・片山愛子（前名・木田愛子，岡本愛子，岡本定子，井上愛子、1905年（明治38年）5月14日 - 2004年（平成16年）3月19日）
1905年（明治38年）5月、京都市建仁寺町にて生まれる（父：北井清治郎、母：木田いと）。二歳で、当時縄手通車道西入ルにあったお茶屋兼置屋を経営する岡本マスの養女となる。その後、芸妓松本佐多（本当の芸名は定、本名は愛子）の「妹」として一字を貰い、岡本定子の名とする。満9歳で舞妓店出し。大正天皇御大典奉祝「第47回都をどり・都名所」で都をどり初出演。松本佐多が強く勧め、満12歳で京舞井上流三世家元片山春子の内弟子となる。この時、家元は満79歳。岡本家から家元が「旦那」として彼女を引くこととなり、引き祝い金は百円であった。その年の温習会に「屠蘇万歳」を舞ったのが舞妓最後の舞台となり、以降、都をどり・温習会には出演していない。1947年（昭和22年）に四世家元を継承、井上八千代に襲名した。1952年（昭和27年）に日本芸術院賞等を受賞。1955年（昭和30年）、人間国宝の制度ができてから最初の認定者の一人に選ばれた。1957年（昭和32年）には女性舞踊家として初めて日本芸術院会員となる。1975年（昭和50年）に文化功労者として顕彰され、1976年（昭和51年）に勲三等宝冠章、1990年（平成2年）に文化勲章を受章した。後年隠居して初代井上愛子を名乗る。行年98歳。夫は三世家元の孫で能楽師の八世片山九郎右衛門。子もいずれも能楽師で九世片山九郎右衛門、片山慶次郎、杉浦元三郎。

### 経歴
- 1905年（明治38年）、京都市建仁寺町に生まれる[22]
- 1906年（明治39年）、岡本マスの養女となる[23]
- 1908年（明治41年・満3歳）、京舞井上流三世家元片山春子に入門[23]
- 1914年（大正3年・満9歳）、松本佐多の「妹」として「定子」の芸名で舞妓となる[24]
- 1917年（大正6年・満12歳）、片山春子に引かれ舞妓を辞めて内弟子となる[24]
- 1919年（大正8年・14歳）、名取。井上愛子を名乗る[29]
- 1923年（大正12年）、八坂女紅場舞踊科助教員になる[30][31]
- 1931年（昭和6年）、片山春子の孫で観世流能楽師の片山博通（八世片山九郎右衛門）と結婚[25]
- 1947年（昭和22年）、四世家元継承、井上八千代襲名[26]
- 1952年（昭和27年）、日本芸術院賞[32]
- 1952年（昭和27年）、大阪市民文化祭賞名誉賞[25]
- 1953年（昭和28年）、芸術祭賞[25]
- 1955年（昭和30年）、人間国宝に認定[26]
- 1955年（昭和30年）、紺綬褒章[25]
- 1957年（昭和32年）、日本芸術院会員に選ばれる[26]
- 1960年（昭和35年）、大阪市民文化祭賞芸術賞[25]
- 1964年（昭和39年）、京都新聞文化賞[25]
- 1969年（昭和44年）、京都市文化功労者[26]
- 1971年（昭和46年）、日本放送協会放送文化賞[33]
- 1975年（昭和50年）、京都市名誉市民、文化功労者[26]
- 1976年（昭和51年）、勲三等宝冠章[26]
- 1986年（昭和61年）、第15回花柳壽應賞[34]
- 1988年（昭和63年）、第3回関西大賞[1]
- 1990年（平成2年）、文化勲章[26]
- 2000年（平成12年）、孫の井上三千子に家元の座と八千代の名跡を譲り、「井上愛子」に戻る[27]
- 2004年（平成16年）、満98歳で脳梗塞により死去[27][35]。墓所は京都市通妙寺。

### 関連書誌
- 東郷博「芸術院賞に輝く邦舞の井上八千代さん」『婦人生活』第6巻第6号、婦人生活社、1952年6月1日、111頁、doi:10.11501/2324882。
- 井上八千代「お正月の事ども：家々のお正月」『茶道月報』第498号、茶道月報社、1954年1月1日、47-48頁、doi:10.11501/11208367。
- 堂本寒星「井上八千代對談」『上方芸能の研究』上方演劇文化研究会、河原書店、1954年4月20日、200-208頁。doi:10.11501/2467489。
- 井上八千代「稽古一代 道味を尋ねて」『大乗：ブディストマガジン』第5巻第9号、大乗刊行会、1954年9月1日、50-52頁、doi:10.11501/4415589、ISSN 0918-7650。
- 安藤鶴夫「井上八千代：昭和29年度名人ベストテン発表」『演劇評論』第2巻第9号、演劇評論社、1954年9月1日、34頁、doi:10.11501/11205895。
- 安藤鶴夫「井上八千代」『舞台人』読売新聞社〈読売文庫〉、1956年6月25日、38-40頁。doi:10.11501/2478914。
- 井上八千代「井菱の紋を襲ぐまで」『芸に生きる：芸談集』東京新聞社文化部、実業之日本社、1956年11月20日、165-180頁。doi:10.11501/2482042。
- 井上八千代「無駄のない姿勢 蔵王権現立像（広隆寺）」『続京都の仏像』京都新聞社編集局、河出書房、1957年1月15日、170-171頁。doi:10.11501/2485542。
- 小原源一郎『京舞』京都新聞社編集局、淡交新社、1960年4月10日。doi:10.11501/2491290。
- 井上八千代『私の履歴書』 11巻、日本経済新聞社、1960年7月20日、77-112頁。doi:10.11501/2972105。
  - 井上八千代『私の履歴書：文化人』 10巻、日本経済新聞社、1984年2月2日、291-326頁。doi:10.11501/12256617。ISBN 4-532-03080-3。
- 片山愛子『博通望憶』私家版、1964年3月10日。doi:10.11501/2502143。
- 井上八千代『京舞井上流歌集』祗園八坂女紅場学園、1965年3月10日。doi:10.11501/1361589。
- 片山慶次郎『井上八千代芸話』河原書店、1967年4月5日。doi:10.11501/2514051。
- 足立巻一「井上八千代 京舞家元」『関西おんな』文研出版、1968年6月25日、259-276頁。doi:10.11501/2974606。
- 稲垣真美「京舞：井上八千代の世界」『リーダーズダイジェスト』第30巻第4号、日本リーダーズダイジェスト社、1975年4月、92-99頁、doi:10.11501/1763327、ISSN 0034-043X。
- 稲垣真美「井上八千代」『新京都物語』国書刊行会、1976年5月30日、13-25頁。doi:10.11501/9573242。
- 加藤竜一「祇園で深く静かに磨き上げられた至芸：井上八千代」『女傑』創芸出版、1986年11月15日、127-137頁。doi:10.11501/12252435。ISBN 4-915479-21-8。
- 高橋秀雄「人間国宝登場 井上八千代」『文部時報』第1365号、ぎょうせい、1990年10月10日、4頁、doi:10.11501/2227834、ISSN 0916-9830。

### 記録映画
- 『京舞 四世井上八千代』柳川武夫（監督）、1978年、美術映画製作協会、43分[36]。

### ビデオグラム
- 『京舞：井上八千代』ビクターエンタテインメント〈NHKビデオ 京都の魅力美のすべて〉、1994年、VHS、PVTK-1054、NCID BN10775874。
- 「京舞 四世井上八千代」『町に息づく歴史と文化』紀伊國屋書店〈ドキュメンタリー映像集成：記録映画でよむ現代日本〉、2011年1月、DVD-Video、KKCL-236、ISBN 978-4-86271-500-5[37]。

## 五世家元 五代目井上八千代
本名・観世三千子（1956年（昭和31年）11月28日 - 、旧姓：片山）
1956年（昭和31年）、井上流四世家元井上八千代の長男で後にシテ方観世流職分家九世当主片山九郎右衛門となる能楽師の片山博太郎の長女として京都に生まれる。祖母で人間国宝の四世井上八千代に師事し、2000年（平成12年）に井上流家元を継承、井上八千代を襲名した。卓越した技量で積極的な舞台活動を展開するとともに、日本舞踊協会の常任理事なども務め、後進の育成に寄与している。2015年（平成17年）に、人間国宝に認定される。日本芸術院会員。夫は能楽師の九世観世銕之丞。弟も能楽師の十世片山九郎右衛門。子に井上流名取の井上安寿子、能楽師の観世淳夫。

### 経歴
- 1956年（昭和31年）、京都に生まれる[46]。
- 1959年（昭和34年・2歳）、舞の稽古を始める[47]。
- 1970年（昭和45年・14歳）、名取[46]。
- 1975年（昭和50年）、ノートルダム女学院高校卒業。八坂女紅場学園の舞踊科教師になる[47][48]。
- 1999年（平成元年）、日本芸術院賞を受賞[47]。
- 2000年（平成12年）、五世家元を継承し井上八千代を襲名[46]。
- 2004年（平成16年）、京都府文化賞功労賞を受賞[49]。
- 2013年（平成25年）、紫綬褒章受章、日本芸術院会員に選ばれる[43][46]。
- 2014年（平成26年）、京都市文化功労者を受彰[50]。
- 2015年（平成27年）、重要無形文化財保持者（人間国宝）に認定[38]。
- 2018年（平成30年）、仏国芸術文化勲章「シュヴァリエ」を受章[51]。

### 関連書誌
- 井上八千代「はんなりと心華やぐ祇園の灯り」『躍』第8号、関西電力、2010年、36-38頁、2025年1月14日閲覧。
- 井上八千代『京舞つれづれ』岩波書店、2016年11月25日。ISBN 978-4-00-061164-0。
- 佐野禮子「〔新 家の履歴書〕井上八千代（京舞井上流五世家元）：京都・新門前の家は十二人で住んでいたことも。鍵を閉める習慣すらありませんでした。」『週刊文春』第64巻第22号、文藝春秋、2022年、58-61頁、2025年1月14日閲覧。

## 余聞
- 北條秀司の戯曲『京舞』は、三世井上八千代と四世井上八千代を主人公としている[52][53]。

## 関連書誌
- 片山博通「孫のみた井上流」『幽花亭隨筆』檜謠曲書店、1934年11月15日、61-65頁。doi:10.11501/1236533。
- 片山博通「京舞井上流のことゞも」『眞の花』丸岡出版社、1942年12月30日、54-61頁。doi:10.11501/1125578。
- 堂本寒星「京舞・篠塚流と井上流」『上方芸能の研究』河原書店、1954年4月20日、179-190頁。doi:10.11501/2467489。
- 田中緑紅『京の舞踊』京を語る会〈緑紅叢書〉、1963年9月15日。doi:10.11501/12434837。
  - 田中緑紅『京の舞踊』（復刻版）三人社〈緑紅叢書〉、2019年6月。ISBN 978-4-86691-116-8。
- 島本久恵「京舞井上流三世」『明治の女性たち』みすず書房、1966年9月30日、345-369頁。doi:10.11501/2983134。
- 安田富貴子「井上八千代」『近代日本の女性史』 5巻、円地文子、集英社、1981年2月21日、9-50頁。doi:10.11501/12256240。
- 遠藤保子『三世井上八千代：京舞井上流家元 祇園の女風土記』リブロポート〈シリーズ民間日本学者〉、1993年8月。doi:10.11501/13315942。ISBN 4-8457-0832-9。
- 森洋三「井上八千代〈春子、愛子に注がれた作家の目〉」『演劇界』第58巻第3号、演劇出版社、2000年2月、88-89頁、doi:10.11501/4436723。
- 岡田万里子『京舞井上流の誕生』思文閣出版、2013年2月13日。ISBN 978-4-7842-1672-7。

## ビデオグラム
- 『祇園・京舞の春：井上八千代三千子継承の記録』NHKソフトウェア〈NHKスペシャル〉、2000年11月21日、VHS、VZVG-54[54][55]。

## 脚註

### 註釈
1. ↑  井上敬助は著名な書家だったが、史料により敬助、敬輔、敬介、慶助、啓助と表記に揺れがある[3]。また、出自についても長州浪人のほか、肥前国の出とする史料がある[3]。
2. ↑  1782年(旧暦:天明2年)から1797年 (旧暦:寛政9年)までとされる[1]。
3. ↑  南大路鶴江の実在を確認できる史料は見付かっていない[4]。
4. ↑  生年については諸説ある[7]。
5. ↑  井上流では能がかりの曲を「本行舞」と称している[8]。
6. ↑  享年については諸説ある[7]。
7. ↑  当時は「都踊」と書いた[12]。
8. ↑  1934年（昭和9年）の長寿祝賀舞踊会に際してのことで、他に1882年（明治15年）に催された二世追善公演でも、井上八千代の名で出演した例が確認されている[18][19]。
9. ↑  祖母、父に続く五世井上八千代の人間国宝認定は、一家三代にわたり人間国宝が輩出された初めての例となった[38]。